# Simplicia pannalis
Simplicia pannalis is een vlinder uit de familie spinneruilen (Erebidae). De wetenschappelijke naam is voor het eerst geldig gepubliceerd in 1862 door Guenée.
De soort komt voor in tropisch Afrika.